# Ситек, Дариуш
Дариуш Ситек (пол. Dariusz Sitek; род. 1966, Сандомир) — польский скульптор, преподаватель Академии изящных искусств в Гданьске. Сын Эдуарда Ситека, профессора Гданьского университета (1940—2002).

## Биография
Родился в 1966 году в городе Сандомир (Свентокшиское воеводство, Сандомирский повят). Учился на факультете скульптуры Государственной высшей школы изящных искусств в Гданьске (с 1996 года ― Академия изящных искусств в Гданьске), которое окончил в 1996 году. Ситек обучался в мастерской профессора Станислава Радваньского.
Работал ассистентом в Студии основ дизайна на факультете скульптуры Академии изящных искусств в Гданьске. Дариуш Ситек является лауреатом 1-й премии «Молодая скульптура Гданьска» в 1996 году.
В настоящее время работает преподавателем Академии изящных искусств.

## Избранные выставки
- 1994 ― III Международный симпозиум скульптуры, Войновице.
- 1996 ― Персональная выставка, Галерея Жак, Гданьск.
- 1996 ― Персональная выставка, Bąbrówka Gallery.
- 1996 ― Художники творят в Кашубии, Хмельно.
- 1996 ― Скульптура «Молодой Гданьск», Галерея ZAR, Гданьск (1-я премия)
- 1996 ― Польский институт культуры, Лондон (Англия)
- 1997 ― Весенний салон ZAR, Варшава
- 1997 ― Провинциальный культурный центр в Эльблонге
- 1998 ― Весенний салон ZAR, Варшава
- 1998 ― Искусство скульптуры, Гданьск
- 1999 ― Форма и время, Малая галерея, Гданьск[2]
- 2000 ― Олива ближе к Гданьску — Гданьск ближе к искусству, Дворек — Галерея художественной инициативы, Гданьск Олива[3]
- 2005 ― Мастера скульптуры, Галерея ZAR, Гданьск[3]

## Монументальные работы
- Памятник Иоанну Павлу II в Бяла-Подляске
- Памятник Иоанну Павлу II в Мронгово (коллективная работа)
- Папский алтарь в Сопоте в 1999 г. (коллективная работа по реализации)
- Памятник Станиславу Пиясу в Кракове[4]